# Jürgen Lott
Jürgen Lott (* 10. November 1943 in Gladenbach; † 13. September 2023) war ein deutscher evangelischer Theologe.

## Biografie
Lott, geboren 1943 in Gladenbach, studierte von 1963 bis 1967 evangelische Theologie in Marburg und Mainz. Nach der Ordination 1971 zum Pfarrer der evangelischen Kirche und der Promotion 1971 zum Dr. theol. wurde er 1973 Assistenzprofessor für Praktische Theologie an der Johannes Gutenberg-Universität Mainz. Von 1977 bis 2011 lehrte er als Professor für Religionswissenschaft mit dem Schwerpunkt Religionspädagogik an der Universität Bremen. Von 1980 bis 1982 war Lott dort Konrektor für Lehrerbildung. 1992 lehrte er außerdem als Gastprofessor an der Universität Rostock. Von 1996 bis 2000 gehörte Lott, u. a. mit Wolfgang Edelstein, Fritz Oser, Karl Erich Grözinger, Achim Leschinsky, dem vom Ministerium für Bildung, Jugend und Sport eingesetzten Wissenschaftlichen Beirat zum Schulversuch Lebensgestaltung-Ethik-Religionskunde (LER) des Landes Brandenburg an. Von 2001 bis 2011 war Lott Dekan des FB Kulturwissenschaft an der Universität Bremen.
Seine zentralen wissenschaftlichen Arbeitsgebiete und Themenbereiche waren: Geschichte und Didaktik der Religionsunterrichts, Geschichte, Theorie und Praxis des Schulfachs Biblischer Geschichtsunterricht (BGU), Theologie und Religion in der Erwachsenenbildung, Alltagsreligiosität, Religion im Lebenslauf. Schul- und bildungspolitisch plädierte Lott für ein allgemeinbildendes verbindliches und religionswissenschaftlich fundiertes Schulfach Religionskunde anstelle des in Deutschland üblichen nach Konfessionen und Religionen getrennt erteilten Religionsunterrichts.
Seit 2011 war Lott im Ruhestand und lebte mit seiner Frau in Bremen; er hat einen Sohn. Er verstarb am 13. September 2023.

## Schriften (Auswahl)
- Religion in der Berufsschule. Indoktrination und Schulpolitik in der berufs- und religionspädagogischen Theorie und Praxis. Hamburg 1972, ISBN 3-7730-0066-9.
- mit Hans Joachim Dörger und Gert Otto: Neues Handbuch des Religionsunterrichts. Hamburg 1972. ISBN 3-7730-0060-X.
- mit Hans Joachim Dörger und Gert Otto: Einführung in die Religionspädagogik. Ein Arbeitsbuch. Stuttgart 1977, ISBN 3-17-004452-4.
- Handbuch Religion II: Erwachsenenbildung. Stuttgart 1984. ISBN 3-17-005918-1
- Erfahrung – Religion – Glaube. Probleme, Konzepte und Perspektiven religionspädagogischen Handelns in Schule und Gemeinde. Ein Handbuch. Weinheim 1991, ISBN 3-89271-125-9.
- „Wie hast du's mit der Religion?“. Das neue Schulfach „Lebensgestaltung – Ethik – Religionskunde“ (LER) und die Werteerziehung in der Schule. Gütersloh 1998, ISBN 3-579-00985-0.
- Wolfgang Edelstein/Karl E. Grözinger/Sabine Gruehn/Imma Hillerich/Bärbel Kirsch/Achim Leschinsky/Jürgen Lott/Fritz Oser: Lebensgestaltung-Ethik-Religionskunde. Zur Grundlegend eines neuen Schulfachs.  Analysen und Empfehlungen. Weinheim und Basel 2001, ISBN 3-407-32001-9.